# 2025-26ユナイテッド・ラグビー・チャンピオンシップ
2025-26ユナイテッド・ラグビー・チャンピオンシップ（2025–26 United Rugby Championship）は、アイルランド・ウェールズ・スコットランド・イタリア・南アフリカ共和国のラグビーユニオン16チームが参加する、プロクラブ大会「ユナイテッド・ラグビー・チャンピオンシップ」の25シーズン目である。

## 出場チーム
| 出場チームの本拠地の位置 |                                                         |
| グラスゴー・ウォリアーズエディンバラアルスターコナートレンスターマンスタースカーレッツオスプリーズドラゴンズカーディフ アイルランド、スコットランド、ウェールズ | ベネットンゼブレ・パルマ イタリア                       |
| グラスゴー・ウォリアーズエディンバラアルスターコナートレンスターマンスタースカーレッツオスプリーズドラゴンズカーディフ アイルランド、スコットランド、ウェールズ | ブルズライオンズシャークスストーマーズ 南アフリカ共和国 |

| チーム                   | 前季 順位   | 国                   | 本拠地             | ヘッドコーチ               | キャプテン | スタジアム                                                      | 収容人数      |
| ------------------------ | ----------- | -------------------- | ------------------ | -------------------------- | ---------- | --------------------------------------------------------------- | ------------- |
| ベネットン               | 10位        | イタリアの旗         | トレヴィーゾ       | キャラム・マクレー         |            | スタディオ・コムナーレ・ディ・モニゴ                            | 5,000         |
| ゼブレ・パルマ           | 15位        | イタリアの旗         | パルマ             | マッシモ・ブルネッロ       |            | スタディオ・セルジョ・ランフランキ                              | 5,000         |
| エディンバラ             | 7位         | スコットランドの旗   | エディンバラ       | ショーン・エヴェリット     |            | エディンバラ・ラグビー・スタジアム マレーフィールド・スタジアム | 7,800 67,144  |
| グラスゴー・ウォリアーズ | 4位         | スコットランドの旗   | グラスゴー         |                            |            | スコッツタウン・スタジアム ハムデン・パーク                     | 7,351 51,866  |
| アルスター               | 14位        | アイルランドの旗     | ベルファスト       | リッチー・マーフィー       |            | レイヴンヒル・スタジアム                                        | 18,196        |
| コナート                 | 13位        | アイルランドの旗     | ゴールウェイ       | スチュアート・ランカスター |            | ゴールウェイ・スポーツグラウンド                                | 8,129         |
| レンスター               | 1位(優勝)   | アイルランドの旗     | ダブリン           | レオ・カレン               |            | RDSアリーナ アビバ・スタジアム                                  | 18,500 51,700 |
| マンスター               | 6位         | アイルランドの旗     | リムリック, コーク | クレイトン・マクミラン     |            | トモンド・パーク マスグレイヴ・パーク                           | 25,600 8,008  |
| オスプリーズ             | 12位        | ウェールズの旗       | スウォンジー       |                            |            | Swansea.comスタジアム ブルワリー・フィールド                    | 20,827 8,000  |
| スカーレッツ             | 8位         | ウェールズの旗       | ラネリ             |                            |            | パーク・ア・スカーレッツ                                        | 14,870        |
| ドラゴンズ               | 16位        | ウェールズの旗       | ニューポート       |                            |            | ロドニー・パレード                                              | 8,700         |
| カーディフ               | 9位         | ウェールズの旗       | カーディフ         |                            |            | カーディフ・シティ・スタジアム                                  | 12,125        |
| ブルズ                   | 2位(準優勝) | 南アフリカ共和国の旗 | プレトリア         |                            |            | ロフタス・ヴァースフェルド・スタジアム                          | 51,762        |
| ライオンズ               | 11位        | 南アフリカ共和国の旗 | ヨハネスブルグ     |                            |            | エリス・パーク・スタジアム                                      | 62,567        |
| シャークス               | 3位         | 南アフリカ共和国の旗 | ダーバン           |                            |            | キングス・パーク・スタジアム                                    | 52,000        |
| ストーマーズ             | 5位         | 南アフリカ共和国の旗 | ケープタウン       |                            |            | ケープタウン・スタジアム ダニー・クレイブン・スタジアム         | 55,000 16,000 |
| チーム                   | 国          | 前季 順位            | 本拠地             | ヘッドコーチ               | キャプテン | スタジアム                                                      | 収容人数      |

## 日程
出典：
2025年9月26日から2026年6月14日まで。レギュラーシーズン18節と、プレーオフ3節が行われる。
2025年11月の国際試合シーズン（オータム・ネーションズ・シリーズ2025 ）と、「2025-26ヨーロピアンラグビーチャンピオンズカップ」「2025-26EPCRチャレンジカップ」の週には、休止する。
2026年2月から3月中旬までのシックス・ネーションズの試合がある週も、休止となる。
| 開催日                        | 前シーズン1位～8位チーム                                                   | 前シーズン9位～16位チーム                                                  |
| 2025年9月26日(金) - 27日(土)  | 2025-26 ユナイテッド・ラグビー・チャンピオンシップ（第1節）                | 2025-26 ユナイテッド・ラグビー・チャンピオンシップ（第1節）                |
| 2025年10月3日(金) - 4日(土)   | 2025-26 ユナイテッド・ラグビー・チャンピオンシップ（第2節）                | 2025-26 ユナイテッド・ラグビー・チャンピオンシップ（第2節）                |
| 2025年10月10日(金) - 11日(土) | 2025-26 ユナイテッド・ラグビー・チャンピオンシップ（第3節）                | 2025-26 ユナイテッド・ラグビー・チャンピオンシップ（第3節）                |
| 2025年10月17日(金) - 18日(土) | 2025-26 ユナイテッド・ラグビー・チャンピオンシップ（第4節）                | 2025-26 ユナイテッド・ラグビー・チャンピオンシップ（第4節）                |
| 2025年10月24日(金) - 25日(土) | 2025-26 ユナイテッド・ラグビー・チャンピオンシップ（第5節）                | 2025-26 ユナイテッド・ラグビー・チャンピオンシップ（第5節）                |
| 2025年11月1日(土)             | （オータム・ネーションズ・シリーズ2025 各国代表戦）                        | （オータム・ネーションズ・シリーズ2025 各国代表戦）                        |
| 2025年11月8日(土)             | （オータム・ネーションズ・シリーズ2025 各国代表戦）                        | （オータム・ネーションズ・シリーズ2025 各国代表戦）                        |
| 2025年11月15日(土)            | （オータム・ネーションズ・シリーズ2025 各国代表戦）                        | （オータム・ネーションズ・シリーズ2025 各国代表戦）                        |
| 2025年11月22日(土)            | （オータム・ネーションズ・シリーズ2025 各国代表戦）                        | （オータム・ネーションズ・シリーズ2025 各国代表戦）                        |
| 2025年11月28日(金) - 29日(土) | 2025-26 ユナイテッド・ラグビー・チャンピオンシップ（第6節）                | 2025-26 ユナイテッド・ラグビー・チャンピオンシップ（第6節）                |
| 2025年12月6日(土)             | 2025-26ヨーロピアンラグビー チャンピオンズカップ（プール戦1）              | 2025-26EPCRチャレンジカップ （プール戦1）                                  |
| 2025年12月13日(土)            | 2025-26ヨーロピアンラグビー チャンピオンズカップ（プール戦2）              | 2025-26EPCRチャレンジカップ （プール戦2）                                  |
| 2025年12月19日(金) - 20日(土) | 2025-26 ユナイテッド・ラグビー・チャンピオンシップ（第7節）                | 2025-26 ユナイテッド・ラグビー・チャンピオンシップ（第7節）                |
| 2025年12月26日(金) - 27日(土) | 2025-26 ユナイテッド・ラグビー・チャンピオンシップ（第8節）                | 2025-26 ユナイテッド・ラグビー・チャンピオンシップ（第8節）                |
| 2026年1月1日(木) - 3日(土)    | 2025-26 ユナイテッド・ラグビー・チャンピオンシップ（第9節）                | 2025-26 ユナイテッド・ラグビー・チャンピオンシップ（第9節）                |
| 2026年1月10日(土)             | 2025-26ヨーロピアンラグビー チャンピオンズカップ（プール戦3）              | 2025-26EPCRチャレンジカップ （プール戦3）                                  |
| 2026年1月17日(土)             | 2025-26ヨーロピアンラグビー チャンピオンズカップ（プール戦4）              | 2025-26EPCRチャレンジカップ （プール戦4）                                  |
| 2026年1月23日(金) - 24日(土)  | 2025-26 ユナイテッド・ラグビー・チャンピオンシップ（第10節）               | 2025-26 ユナイテッド・ラグビー・チャンピオンシップ（第10節）               |
| 2026年1月30日(金) - 31日(土)  | 2025-26 ユナイテッド・ラグビー・チャンピオンシップ（第11節）               | 2025-26 ユナイテッド・ラグビー・チャンピオンシップ（第11節）               |
| 2026年2月7日(土)              | （2026年シックス・ネイションズ・チャンピオンシップ 第1節 開催）            | （2026年シックス・ネイションズ・チャンピオンシップ 第1節 開催）            |
| 2026年2月14日(土)             | （2026年シックス・ネイションズ・チャンピオンシップ 第2節 開催）            | （2026年シックス・ネイションズ・チャンピオンシップ 第2節 開催）            |
| 2026年2月21日(土)             | （2026年シックス・ネイションズ・チャンピオンシップ 第3節 開催）            | （2026年シックス・ネイションズ・チャンピオンシップ 第3節 開催）            |
| 2026年2月27日(金) - 28日(土)  | 2025-26 ユナイテッド・ラグビー・チャンピオンシップ（第12節）               | 2025-26 ユナイテッド・ラグビー・チャンピオンシップ（第12節）               |
| 2026年3月7日(土)              | （2026年シックス・ネイションズ・チャンピオンシップ 第4節 開催）            | （2026年シックス・ネイションズ・チャンピオンシップ 第4節 開催）            |
| 2026年3月14日(土)             | （2026年シックス・ネイションズ・チャンピオンシップ 第5節 開催）            | （2026年シックス・ネイションズ・チャンピオンシップ 第5節 開催）            |
| 2026年3月20日(金) - 21日(土)  | 2025-26 ユナイテッド・ラグビー・チャンピオンシップ（第13節）               | 2025-26 ユナイテッド・ラグビー・チャンピオンシップ（第13節）               |
| 2026年3月27日(金) - 28日(土)  | 2025-26 ユナイテッド・ラグビー・チャンピオンシップ（第14節）               | 2025-26 ユナイテッド・ラグビー・チャンピオンシップ（第14節）               |
| 2026年4月4日(土)              | 2025-26ヨーロピアンラグビー チャンピオンズカップ （トーナメント1回戦）     | 2025-26EPCRチャレンジカップ （トーナメント1回戦）                          |
| 2026年4月11日(土)             | 2025-26ヨーロピアンラグビー チャンピオンズカップ （トーナメント準々決勝）  | 2025-26EPCRチャレンジカップ （トーナメント準々決勝）                       |
| 2026年4月17日(金) - 18日(土)  | 2025-26 ユナイテッド・ラグビー・チャンピオンシップ（第15節）               | 2025-26 ユナイテッド・ラグビー・チャンピオンシップ（第15節）               |
| 2026年4月24日(金) - 25日(土)  | 2025-26 ユナイテッド・ラグビー・チャンピオンシップ（第16節）               | 2025-26 ユナイテッド・ラグビー・チャンピオンシップ（第16節）               |
| 2026年5月2日(土)              | 2025-26ヨーロピアンラグビー チャンピオンズカップ （トーナメント準決勝）    | 2025-26EPCRチャレンジカップ （トーナメント準決勝）                         |
| 2026年5月8日(金) - 9日(土)    | 2025-26 ユナイテッド・ラグビー・チャンピオンシップ（第17節）               | 2025-26 ユナイテッド・ラグビー・チャンピオンシップ（第17節）               |
| 2026年5月15日(金) - 16日(土)  | 2025-26 ユナイテッド・ラグビー・チャンピオンシップ（第18節）               | 2025-26 ユナイテッド・ラグビー・チャンピオンシップ（第18節）               |
| 2026年5月23日(土)             | 2025-26ヨーロピアンラグビー チャンピオンズカップ （トーナメント決勝）      | 2025-26EPCRチャレンジカップ （トーナメント決勝）                           |
| 2026年5月29日(金) - 30日(土)  | 2025-26 ユナイテッド・ラグビー・チャンピオンシップ（トーナメント準々決勝） | 2025-26 ユナイテッド・ラグビー・チャンピオンシップ（トーナメント準々決勝） |
| 2026年6月6日(土)              | 2025-26 ユナイテッド・ラグビー・チャンピオンシップ（トーナメント準決勝）   | 2025-26 ユナイテッド・ラグビー・チャンピオンシップ（トーナメント準決勝）   |
| 2026年6月13日(土)             | 2025-26 ユナイテッド・ラグビー・チャンピオンシップ（トーナメント決勝）     | 2025-26 ユナイテッド・ラグビー・チャンピオンシップ（トーナメント決勝）     |
| 開催日                        | 前シーズン1位～8位チーム                                                   | 前シーズン9位～16位チーム                                                  |

## 関連大会
本大会と同時期に、イングランド最高峰リーグの「プレミアシップ・ラグビー2025-26」、フランス最高峰リーグの「2025-26 トップ14」が開催される。
|          | ヨーロッパ6か国 および 南アフリカ共和国 ほか ・             |                                                 |                                                   |                                                                         | |
| 上位大会 | 2025-26ヨーロピアンラグビーチャンピオンズカップ             | 2025-26ヨーロピアンラグビーチャンピオンズカップ | 2025-26ヨーロピアンラグビーチャンピオンズカップ   | 2025-26ヨーロピアンラグビーチャンピオンズカップ                         | 2025-26ヨーロピアンラグビーチャンピオンズカップ                                                                        |
| 下位大会 | 2025-26EPCRチャレンジカップ                                 | 2025-26EPCRチャレンジカップ                     | 2025-26EPCRチャレンジカップ                       | 2025-26EPCRチャレンジカップ                                             | 2025-26EPCRチャレンジカップ                                                                                            |
|          |                                                             |                                                 |                                                   |                                                                         | |
|          | イングランド                                                | フランス                                        |                                                   | アイルランド・スコットランド・ウェールズ・イタリア・南アフリカ共和国 ・ | アイルランド・スコットランド・ウェールズ・イタリア・南アフリカ共和国 ・                                                |
| 1部大会  | プレミアシップ・ラグビー2025-26 (ギャラガー・プレム2025-26) | 2025-26 トップ14                                | 2025-26ユナイテッド・ラグビー・チャンピオンシップ | 2025-26ユナイテッド・ラグビー・チャンピオンシップ                       | |
|          |                                                             |                                                 |                                                   |                                                                         | |
| 2部大会  | チャンプ・ラグビー2025-26 (旧 RFUチャンピオンシップ)        | 2025-26 プロD2                                  |                                                   | 各 国内リーグ                                                           | オールアイルランド・リーグ、 スコティッシュ・プレミアシップ、 スーパーラグビー・カムリ、 セリエAエリート、カリーカップ |
| 3部大会  | ナショナルリーグ1                                           | シャンピオナ・フェデラル・ナシオナル            |                                                   | 各 国内リーグ                                                           | オールアイルランド・リーグ、 スコティッシュ・プレミアシップ、 スーパーラグビー・カムリ、 セリエAエリート、カリーカップ |